# نوناوادینگ، ویکتوریا
نوناوادینگ (به انگلیسی: Nunawading) یک منطقهٔ مسکونی در استرالیا است که در City of Whitehorse واقع شده‌است.